# Angiari
Angiari es una localidad y comune italiana de 2.100 habitantes, ubicada en la provincia de Verona (región de Véneto). 

## Demografía
| Gráfica de evolución demográfica de Angiari entre 1861 y 2001 |
|                                                               |
| fuente ISTAT - elaboración gráfica a cargo de Wikipedia       |